# Tournoi de tennis de Hasselt
Le tournoi de Hasselt (province de Limbourg, Belgique) est un tournoi de tennis féminin du circuit professionnel WTA.
Il s'est tenu chaque année, fin octobre, sur surface dure et en salle, de 2004 à 2006. 
L'épreuve disparaît en 2007, le tournoi autrichien de Kitzbühel ayant racheté les droits d'organisation.

## Palmarès

### Simple
| No | Date       | Nom et lieu du tournoi       | Catégorie | Dotation  | Surface    | Vainqueure       | Finaliste           | Score         |         |
| -- | ---------- | ---------------------------- | --------- | --------- | ---------- | ---------------- | ------------------- | ------------- | ------- |
| 1  | 27-09-2004 | Gaz de France Stars, Hasselt | Tier III  | 170 000 $ | Dur (int.) | Elena Dementieva | Elena Bovina        | 0-6, 6-0, 6-4 | Tableau |
| 2  | 24-10-2005 | Gaz de France Stars, Hasselt | Tier III  | 170 000 $ | Dur (int.) | Kim Clijsters    | Francesca Schiavone | 6-2, 6-3      | Tableau |
| 3  | 30-10-2006 | Gaz de France Stars, Hasselt | Tier III  | 175 000 $ | Dur (int.) | Kim Clijsters    | Kaia Kanepi         | 6-3, 3-6, 6-4 | Tableau |

### Double
| No | Date       | Nom et lieu du tournoi      | Catégorie | Dotation  | Surface    | Vainqueures                      | Finalistes                           | Score    |         |
| -- | ---------- | --------------------------- | --------- | --------- | ---------- | -------------------------------- | ------------------------------------ | -------- | ------- |
| 1  | 27-09-2004 | Gaz de France Stars Hasselt | Tier III  | 170 000 $ | Dur (int.) | Jennifer Russell Mara Santangelo | Nuria Llagostera Vives Marta Marrero | 6-3, 7-5 | Tableau |
| 2  | 24-10-2005 | Gaz de France Stars Hasselt | Tier III  | 170 000 $ | Dur (int.) | Émilie Loit Katarina Srebotnik   | Michaëlla Krajicek Ágnes Szávay      | 6-3, 6-4 | Tableau |
| 3  | 30-10-2006 | Gaz de France Stars Hasselt | Tier III  | 175 000 $ | Dur (int.) | Lisa Raymond Samantha Stosur     | Eléni Daniilídou Jasmin Wöhr         | 6-2, 6-3 | Tableau |